# Петухово (Воскресенский район)
Петухово — упразднённая деревня в Воскресенском районе Нижегородской области России.

## География
Урочище находится в северо-восточной части Нижегородской области, на левом берегу реки Швеи, к востоку от автодороги 22Н-1641, на расстоянии приблизительно 7 километров (по прямой) к юго-юго-западу (SSW) от рабочего посёлка Воскресенское, административного центра района.

## История
В «Списке населенных мест Нижегородской губернии по сведениям 1859 года», населённый пункт упомянут как владельческая деревня Петухово Макарьевского уезда (1-го стана), при речке Швее, расположенная в 145,5 верстах от уездного города Макарьева. В деревне насчитывалось 14 дворов и проживало 110 человек (45 мужчин и 65 женщин). До отмены крепостного права принадлежала баронам Дельвигам. В 1911 году в Петухове числилось 27 дворов. В административном отношении деревня входила в состав Богородской волости. В 1916 году население составляло 144 человека. По данным на 1989 год постоянное население в деревне отсутствовало.